# 卡氏大西洋鳐
卡氏大西洋鳐（学名：Atlantoraja castelnaui），為軟骨魚綱鰩目單鰭鰩科的一種，被IUCN列為極危保育類動物，分布於西南大西洋巴西、烏拉圭及阿根廷海域，深度20至200公尺，體長可達132公分，棲息在大陸棚沙泥底質海域，為深海底棲性魚類，屬肉食性，以硬骨魚、頭足類、軟骨魚類和十足目等動物為食，依季節變化而改變主要食物。雌魚將卵產在海底，並不會守護卵，卵囊通常呈矩形，每個角落都有角質突起，呈棕色。